# Microporella wrigleyi
Microporella wrigleyi är en mossdjursart som först beskrevs av Soule, Chaney och Morris 2004.  Microporella wrigleyi ingår i släktet Microporella och familjen Microporellidae. Inga underarter finns listade i Catalogue of Life.